# Phrynocephalus reticulatus
Espèce
Synonymes
- Agama ocellata Lichtenstein, 1823
- Phrynocephalus nikolskii Bedriaga , 1905

Statut de conservation UICN

 LC  : Préoccupation mineure
Phrynocephalus reticulatus est une espèce de sauriens de la famille des Agamidae.

## Répartition
Cette espèce se rencontre au Turkménistan, en Ouzbékistan, en Afghanistan et au Jammu-et-Cachemire en Inde.
Sa présence au Kazakhstan est incertaine.

## Liste des sous-espèces
Selon The Reptile Database (10 mai 2012) :
- Phrynocephalus reticulatus bannikovi Darevsky, Rustamov & Shammakov, 1976
- Phrynocephalus reticulatus reticulatus Eichwald, 1831

## Publications originales
- Darevsky, Rustamov & Shammakov, 1976 : Umfang und Verbreitung des Genetzten. Krötenkopfes Phrynocephalus reticulatus Eichwald in Mittelasien (Sauria, Agamidae). Theoretische und Praktische Aspekte der Naturschutz und der Jagdwirtschaft, p. 113-119.
- Eichwald, 1831 : Zoologia specialis, quam expositis animalibus tum vivis, tum fossilibus potissimuni rossiae in universum, et poloniae in specie, in usum lectionum publicarum in Universitate Caesarea Vilnensi. Zawadski, Vilnae, vol. 3, p. 1-404 (texte intégral).